# Nell'ombra della Luna
Nell'ombra della Luna è un romanzo dello scrittore italiano Franco Ricciardiello di genere ucronico, nel quale si ipotizza che la Rivoluzione d'ottobre non sia mai scoppiata, e che gli Stati Uniti d'America siano diventati una repubblica socialista a seguito della presa del potere da parte del movimento sindacale negli anni Trenta.
Il titolo Nell’ombra della Luna allude all’interferenza dei quanti di luce. Nel 1926 Werner Heisenberg enuncia il cosiddetto principio di indeterminazione, in base al quale non è possibile conoscere contemporaneamente la posizione di una particella subatomica e la velocità con cui si muove. Un corollario inevitabile stabilisce che una particella non si trova in nessuno stato definito fino al momento in cui viene osservata. A proposito di questo, Albert Einstein ebbe a dire: “Non posso credere che la Luna non sia lì quando non la guardo”.

## Trama
La vicenda prende avvio da un evento, o meglio un non-evento, nel senso di evento storico che non si è verificato nell’universo del racconto, come è caratteristico del genere ucronico: in Russia non è scoppiata la Rivoluzione nell’ottobre 2017, ma una rivoluzione è scoppiata durante la Grande depressione del 1933 negli Usa, che nel presente della narrazione, gli anni Cinquanta, sono una Repubblica socialista.
Il romanzo è strutturato su tre trame parallele a capitoli alterni. Una prima linea narrativa si svolge negli anni Cinquanta dell’universo parallelo al nostro; ha per protagonisti Anna e Andrea alla ricerca della verità sull’esperimento quantistico di Einstein.
All’inizio degli anni Cinquanta, i servizi segreti italiani (l’Italia è sotto la dittatura fascista) pensano che Enrico Fermi in esilio negli Usa stia collaborando alla costruzione della bomba atomica. Andrea, uno studente universitario italiano che si trova in America per un congresso internazionale di fisica quantistica, viene reclutato per spiare gli scienziati espatriati a causa delle persecuzioni politiche.
All’Università del Michigan Andrea conosce Anna, studentessa ossessionata da un esperimento di meccanica quantistica compiuto vent’anni prima da Albert Einstein con un animaletto da laboratorio, per confutare il Paradosso del gatto di Schrödinger. Per scoprire quale risultato abbia ottenuto lo scienziato durante l’esperimento, i due ragazzi ne seguono le tracce fino a New York per contattare il folksinger Woody Guthrie. A parte il coinvolgimento nell’esperimento di Einstein, durante la rivoluzione socialista negli anni Trenta, Guthrie aveva fatto da guida alla zia di Anna, la fotografa italiana Tina Modotti, impegnata in un reportage per documentare le tragiche condizioni di vita della popolazione rurale.
Una seconda linea narrativa, che ha per protagonista Tina Modotti, racconta le vicende che negli anni Trenta hanno condotto alla rivoluzione negli Usa, e mostra una galleria di personaggi storici reali come Charlie Chaplin, al quale Modotti si rivolge per raccogliere fondi a favore degli operai, il russo Lev Trockij in esilio negli Usa, la scrittrice di fantascienza Leigh Brackett, il regista Sergej Ejzenštein che è venuto a girare un film in Messico, Woody Guthrie, il fotografo Edward Weston con in quale Modotti ha una relazione, e la fotografa Margaret Bourke-White incaricata di documentare la situazione dei contadini durante la Grande depressione, e altri ancora.
Nel 1933 Tina aveva rinvenuto un documento in cui si parlava della Russia come di una repubblica socialista, probabile testimonianza proveniente da un universo parallelo. La fotografa aiutò anche personalmente Einstein con l’esperimento del paradosso quantistico, che potrebbe avere causato una separazione della realtà in due universi paralleli: in uno dei due la rivoluzione è scoppiata in Russia, nell’altro in America.
È negli ultimi capitoli di questa linea narrativa che viene raccontato lo scoppio della rivoluzione, che ha successo perché le classi dirigenti sono impreparate, dal momento che non hanno potuto osservare cosa è accaduto in Russia nell’analoga situazione.
La terza linea narrativa, più breve delle altre due, mostra alcuni avvenimenti della rivoluzione in America da un punto di vista che solo nel finale si riconnetterà ai precedenti: in particolare, è ambientata durante la guerra scatenata nel continente nordamericano dalla Gran Bretagna, che approfittando della temporanea debolezza degli Usa dopo la rivoluzione attacca il paese per restaurare la situazione precedente.

## Critica
(Andrea Vaccaro)
Per Gian Filippo Pizzo, è convincente l’ipotesi che la storia alternativa dell’universo che descrive sia potuta nascere da un esperimento di fisica:
Per Domenico Gallo, Franco Ricciardiello si interroga su un lungo spezzone della Storia che dalla Rivoluzione d'ottobre arriva fino agli anni Ottanta, alla ricerca degli errori che hanno condotto i sogni di liberazione della classe operaia nell’involuzione burocratica e totalitaria prima sovietica e poi cinese:

## Edizioni
- Nell'ombra della Luna, Meridiano Zero, 2018, ISBN 978-88-8237-481-5.